# آقای بیچاره
آقای بیچاره (به هندی: Mr. Bechara) فیلمی محصول سال ۱۹۹۶ و به کارگردانی کی. باگریاج است. در این فیلم بازیگرانی همچون سری دوی، آنیل کاپور، آکینی ناگرجونا، انوپم کهیر، شاکتی کاپور، تیکو تالسانیا، گوویند نمدوف ایفای نقش کرده‌اند.